# Col Rainy
Le col Rainy, ou Rainy Pass en anglais, est un col de montagne des North Cascades situé dans le Nord de l'État de Washington, aux États-Unis. Ce col routier est franchi par la Washington State Route 20 à la limite du comté de Skagit, au nord, et du comté de Chelan, au sud. Il marque aussi la frontière entre la forêt nationale du mont Baker-Snoqualmie et la forêt nationale de Wenatchee.